# Biotopo

Biotopo (en espagnol ; littéralement « Biotope ») est un court métrage documentaire réalisé et écrit par cinéaste Carles Mira sorti en 1973. D'une durée de 23 minutes, il traite de l'environnement de la lagune de l'Albufera de Valence (Espagne) et montre l'évolution des pratiques traditionnelles comme la pêche impactées par la pollution industrielle.
Il se place dans la lignée d'autres films tournés vers la même époque comme Sega cega (José Gandía Casimiro, 1972) et Terres d’arròs (Joan Vergara, 1973), traitant de la culture du riz au Pays valencien, reflets des préoccupations environnementales alors émergentes auprès de certains secteurs de la population.

## Présentation

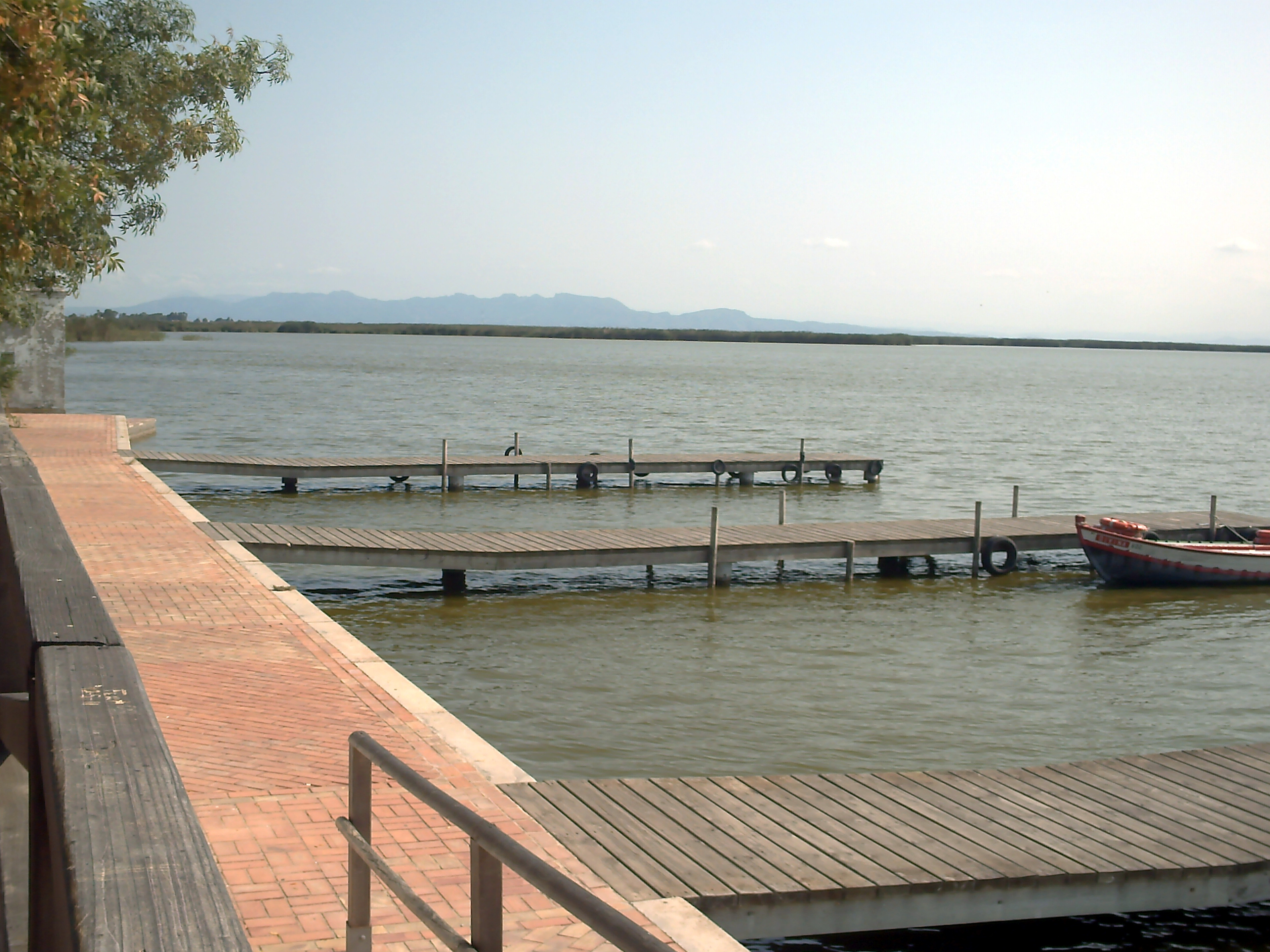
Photo de l'Albufera prise le 1/6/1970

Le documentaire, tourné en 1973 par Carles Mira, représente une journée sur l'Albufera, de l'aube au crépuscule.
Il montre l'extinction de la pêche dans la lagune à cause de la pollution causée par les usines déversant leurs déchets dans la lagune.
Le documentaire est structuré en scènes qui conservent une certaine autonomie (matin, sortie  des pêcheurs ; repos et déjeuner ; fuite de la tempête) mais sont liées par le binôme harmonie de l'Albufera et de ses ressources naturelles / interférence de la technologie et de la science.
Visuellement, ce contraste est transcrit par l'usage, d'une part, de plans généraux avec des barques immobiles dans le lointain et des macrophotographies (multiples détails des visages et des mains des pêcheurs ridés par le travail et le temps), et d'autre part de plans panoramiques et des travellings montrant, de manière naturaliste, l'accumulation de résidus polluants (plastiques, déchets industriels), le tout intensifié par une photographie brillante, lorsqu'elle montre l'environnement naturel sans interférence extérieure, et brumeuse, sans presque aucune tonalité pour les plans dans lesquels on voit la pollution et l'urbanisation d'El Saler.
L'image finale du documentaire est celle d'un poisson mourant dans l'eau noire et dans l'ombre des gratte-ciel qui se dessinent dans l'horizon de La Devesa.

## Récompenses
- Prix du meilleur court métrage à la 30e édition des Médailles du Cercle des Scénaristes de Cinéma[5].
- Prix Peña Recreativa Zoiti du Concours international de courts métrages de la ville de Huesca[6].